# Polyrhachis osiris
Polyrhachis osiris är en myrart som beskrevs av Bolton 1975. Polyrhachis osiris ingår i släktet Polyrhachis och familjen myror. Inga underarter finns listade i Catalogue of Life.